# Shannonomyia aenigmatica
Shannonomyia aenigmatica är en tvåvingeart som beskrevs av Alexander 1929. Shannonomyia aenigmatica ingår i släktet Shannonomyia och familjen småharkrankar. Inga underarter finns listade i Catalogue of Life.